# دوري كرة القدم السلوفيني الدرجة الثالثة 1998–99
دوري كرة القدم السلوفيني الدرجة الثالثة 1998–99 هو موسم من دوري كرة القدم السلوفيني الدرجة الثالثة ‏. فاز فيه NK Ivančna Gorica ‏.